# Azerbaïdjan au Concours Eurovision de la chanson 2016
L'Azerbaïdjan est l'un des quarante-deux pays participants du Concours Eurovision de la chanson 2016, qui se déroule à Stockholm en Suède. Le pays est représenté par la chanteuse Samra et sa chanson Miracle, sélectionnées en interne par le diffuseur azéri İTV. Lors de la finale, le pays termine 17e, recevant 117 points.

## Sélection
Le diffuseur azéri İTV confirme sa participation à l'Eurovision 2016 le 13 septembre 2015. Samra est annoncée comme représentante le 10 mars 2016 et sa chanson Miracle est publiée le 13 mars 2016.

## À l'Eurovision
L'Azerbaïdjan participe à la première demi-finale, le 10 mai 2016. Arrivé 6e avec 185 points, le pays se qualifie pour la finale, où il termne  17e place avec 117 points.